# ポリウレタン用ポリオール
ポリウレタン用ポリオールには、ポリエーテルポリオール、ポリマーポリオールおよびポリエステルポリオールがあり、目標とするポリウレタンの性能に合わせて任意に組み合わせて使用される。

## 製造
- ポリエーテルポリオール：塩基性触媒の存在下、開始剤にエチレンオキサイドやプロピレンオキサイドを付加重合させて製造される。開始剤には官能基数別に以下のような多価アルコールやアミンが使用される。
  - 官能基数＝2　　　プロピレングリコール、エチレングリコール
  - 官能基数＝3　　　グリセリン、トリメチロールプロパン、トリエタノールアミン
  - 官能基数＝4　　　ペンタエリスリトール、エチレンジアミン、芳香族ジアミン
  - 官能基数＝5　　　ジエチレントリアミン
  - 官能基数＝6　　　ソルビトール
  - 官能基数＝8　　　スクロース（蔗糖）

ポリエーテルポリオールの中で最も幅広く使用されているものがグリセリンにプロピレンオキサイドを付加重合させたポリオキシプロピレントリオール（代表ポリオールとして物性を右に記載）である。
- ポリマーポリオール：ポリエーテルポリーオール中でアクリロニトリルやスチレンを共重合させ、ポリマー微粒子を分散させることによって製造される。
- ポリエステルポリオール：数種のカルボン酸と多価アルコールを脱水縮合して製造される。カルボン酸としてはアジピン酸、フタル酸等が、多価アルコールとしてはエチレングリコール、1,4-ブタンジオール、1,6-ヘキサンジオール等が使用される

## 用途
- ポリエーテルポリオール：開始剤の官能基数や分子量によってポリウレタンの性能が変化する。一般的には、官能基数2～4で分子量が1000～5000のものが家具や自動車シートクッション用軟質ポリウレタンフォームや防水材・シーリング材に使用される。官能基数3～8で分子量が500～1000のものが電気冷蔵庫や建築断熱材用の硬質ポリウレタンフォームに使用される。
- ポリマーポリオール：シートクッションの座り心地や硬さを改良するために使用される。
- ポリエステルポリオール：フタル酸系のポリエステルポリオールは硬質ポリウレタンフォームの断熱性能や燃焼特性を改良するために使用される。アジピン酸系ポリエステルポリオールは産業機器に利用される高性能エラストマーに使用される。

## 安全性
特別な毒性は報告されていない。

## 日本の主な適用法令
ポリオキシプロピレントリオールは以下の法令に該当する。
- 消防法
  - 危険物：第4類第4石油類